# حور (إربد)
قرية حور تلفظ حَور  تقع  شمال غرب مدينة إربد بحوالي 10 كم، تتبع إدارياً إلى لوآء قصبة اربد أحد ألوية إربد شمال الأردن، وتشكل إحدى مناطق بلدية إربد الكبرى.
سميت البلدة حور نسبة إلى سكانها عائلة الحوري الذين يشكلون أغلب  سكان القرية،[بحاجة لمصدر] يبلغ عدد سكانها حوالي 7000 شخص تتميز بلده حور بالأرض ذات السهول الواسعه نظرا لوقوعها جغرافيا على ارض اقليم حوران
وأراضي زراعيه خصبه تزرع بالعديد من أنواع الحبوب مثل الباميا والكوسا والبصل والفقوس  والخضراوات واشجار الفواكه، وتكثر فيها اشجار الزيتون، ويعتبر اهلها من أقدم تجار المواشي بمنطقة اربد .